# Arutz Sheva
Arutz Sheva (en hebreo: ערוץ 7‎, «Canal 7») es un periódico en línea y emisora de radio de Israel. Arutz Sheva ha mantenido un sitio web desde 1995. Se le sitúa entre los medios de ultraderecha.
El editor en jefe es Uzi Baruch, quien sucedió a Baruch Gordon y Hillel Fendel. Actualmente, se ofrecen tres versiones del sitio: en hebreo, inglés y ruso. El sitio incluye artículos de noticias, resúmenes de noticias, videos, artículos de opinión, una sección de judaísmo, encuestas de opinión y caricaturas. Arutz Sheva ofrece videos en línea en hebreo e inglés con el presentador de noticias y productor Yoni Kempinski, el reportero de la Knéset Hezki Ezra, el corresponsal en el extranjero Eliran Aharon y otros.  La jukebox de Arutz Sheva ofrece una selección de música judía que incluye canciones israelíes, melodías jasídicas y música mizrají, así como música para fiestas judías y eventos especiales.